# チズム

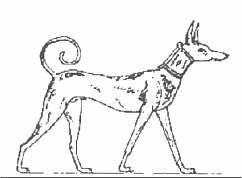
チズム（紀元前2300年頃作の壁画より）

チズム（英：Tesem）とは、エジプト原産の古代サイトハウンド犬種である。グレイハウンドタイプの犬種の先祖にもなったため、犬種歴学上重要視される事もある。別名はエンシェント・グレイハウンド（英：Ancient Greyhound）、エジプシャン・ハンティング・ドッグ（英：Egyptian Hunting Dog）。

## 歴史
非常に古い犬種のため生い立ちは全て謎に包まれているが、紀元前3000年ごろに描かれた古代エジプトの壁画の中にもチズムと思われる犬の姿があるため、もっと古くから存在していた事が確認されている。貴族だけでなくさまざまな階級の人が飼育を許されていて、多くの地域に輸出される事によってさまざまな犬種の先祖にもなった。サイトハウンドタイプ（グレイハウンドタイプ）の犬種ではイギリスのイングリッシュ・グレイハウンド、スーダンのシルック・グレイハウンド、ビシャリン・グレイハウンド、マルタのファラオ・ハウンド、シチリア島のチルネコ・デル・エトナ、クレタ島のクレタン・グレイハウンド、イビサ島のイビザン・ハウンド、その他ではコンゴのバセンジー、ニャム・ニャムなどがこのチズムの血を引く犬種である。
さまざまな動物の狩猟に使われ、特に貧しい暮らしを送っていた人にとっては重要な生活の糧として大切にされていた。勿論貴族や王族にも非常に大事にされていて、チズムが死ぬとしばしばミイラにされ、魂の再生を願う儀式が行われた。
チズムがいつ衰退を迎えたのかなどは全く分かっていないが、現在は完全に消滅したのではなく数十頭のチズムの血を引く末裔が残されている状況にあり、純血のものはいなくなってしまった。これは本種が子孫の犬種に改良されるにあたり、ほとんどが吸収されて数が減ってしまった事が原因であるといわれている。しかし、謎多き古代犬種という事もあって愛好家は多く、この生き残った末裔を子孫種であるファラオ・ハウンドなどとかけ合わせてチズムを復活させようという試みも行われている。

## 特徴
容姿は現在のイングリッシュ・グレイハウンドよりも更に細身で、ファラオ・ハウンドと同じ大きなろうそく耳（ろうそくの炎のような耳形）を持つ。瞳は琥珀色で目が小さく、俊足尾はサーベル形の垂れ尾でコートはスムースコート、毛色はフォーンやグレーなど。体高は51cm前後の大型犬であったが、体重や性格は資料が無く不明である。

## 参考
『デズモンド・モリスの犬種事典』（誠文堂新光社）デズモンド・モリス著書、福山英也、大木卓訳 誠文堂新光社、2007年